# Делауеър
Вижте пояснителната страница за други значения на Делауеър.
Дѐлауеър (на английски: Delaware) е щат в САЩ, чийто пощенски код е DE, а столицата се казва Доувър. Делауеър е с население от 945 934 жители. (2015) Делауеър е с обща площ от 6449 km², от които 5061 km² суша и 1388 km² (21,4%) вода

## Градове
- Беър
- Бруксайд
- Глазгоу
- Джорджтаун
- Доувър
- Клеймонт
- Мидълтаун
- Милфорд
- Нюарк
- Сийфорд
- Смирна
- Уилмингтън
- Рехобот Бийч

## Окръзи
Делауеър се състои само от 3 окръга (най-малко от който и да е друг щат):
1. Кент
2. Ню Касъл
3. Съсекс